# Lý Vi Vi
Lý Vi Vi (hoặc Lý Vy Vy, tiếng Trung giản thể: 李微微, bính âm Hán ngữ: Lǐ Wéiwéi, sinh tháng 3 năm 1958, người Hán) là nữ chính trị gia nước Cộng hòa Nhân dân Trung Hoa. Bà hiện là Bí thư Đảng tổ, Chủ tịch Chính Hiệp Hồ Nam. Bà từng là Thường vụ Tỉnh ủy, Bí thư Ủy ban Chính Pháp, Bộ trưởng Bộ Thống Chiến Tỉnh ủy Hồ Nam; Bí thư Đảng tổ, Hội trưởng Ủy ban Xúc tiến thương mại Quốc tế phân hội Hồ Nam; và Bí thư Tỉnh đoàn Hồ Nam.
Lý Vi Vi là đảng viên Đảng Cộng sản Trung Quốc, học vị Cử nhân Trung văn, Thạc sĩ Quản trị học, Tiến sĩ Kinh tế học. Bà có sự nghiệp đều công tác ở quê nhà Hồ Nam, trong nhiều cơ quan như thanh niên, đoàn thể xã hội, Đảng và chính quyền địa phương.

## Xuất thân và giáo dục
Lý Vi Vi sinh tháng 3 năm 1958 tại huyện Ninh Hương, nay là thành phố cấp huyện Ninh Hương thuộc thủ phủ Trường Sa, tỉnh Hồ Nam, Cộng hòa Nhân dân Trung Hoa. Bà lớn lên ở Ninh Hương và tốt nghiệp phổ thông, vào tháng 7 năm 1975 thì được xếp vào diện thanh niên trí thức thuộc phong trào Vận động tiến về nông thôn, điều về Chu Châu làm thanh niên nông thôn của Đại đội Mã Châu (马洲大队) trong công xã Châu Bình (洲坪公社), lao động trong 3 năm. Tháng 3 năm 1978, bà thi vào Học viện Sư phạm Hồ Nam (nay là Đại học Sư phạm Hồ Nam), nhập học Khoa Trung văn và tốt nghiệp Cử nhân chuyên ngành Ngôn ngữ và Văn học Trung Quốc vào tháng 12 năm 1981. Sau đó hơn 10 năm, bà tham gia chương trình nghiên cứu sinh tại chức về kỹ thuật quản lý ở Đại học Hồ Nam, nhận bằng Thạc sĩ Quản trị học vào tháng 10 năm 1996. Rồi tháng 9 năm 2003, bà trở lại trường Hồ Nam làm nghiên cứu sinh về thương mại quốc tế, trở thành Tiến sĩ Kinh tế học vào tháng 12 năm 2006. Lý Vi Vi được kết nạp đảng vào tháng 7 năm 1976 khi còn ở phong trào nông thôn, bà từng tham gia khóa bồi dưỡng cán bộ trung, thanh niên từ tháng 3 năm 2000 đến tháng 1 năm 2001 tại Trường Đảng Trung ương Đảng Cộng sản Trung Quốc.

## Sự nghiệp
Cuối năm 1982, sau khi tốt nghiệp trường Sư phạm Hồ Nam, Lý Vi Vi được tuyển làm giáo viên Trung học thứ 2 của Chu Châu, Hồ Nam. Sau 2 năm giảng dạy ở trưởng, bà được chuyển sang khối Đoàn Thanh niên Cộng sản Trung Quốc, nhậm chức Phó Bí thư Thị đoàn Chu Châu, rồi Bí thư Thị đoàn từ thagns 12 năm 1985. Tròn 5 năm sau, bà được thăng chức làm Phó Bí thư Tỉnh đoàn Hồ Nam, Phó Bí thư Đảng tổ cơ quan này. Tiếp tục 5 năm, váo tháng 6 năm 1995, bà được điều về địa khu Hoài Hóa (nay là địa cấp thị Hoài Hóa) bổ nhiệm làm Ủy viên Địa ủy, Phó Chính thự trưởng. Được 2 năm ở Hoài Hóa thì bà chuyển chức làm Phó Bí thư Đảng tổ, Phó Cục trưởng Cục Hợp tác chiêu thương Hồ Nam. Tháng 4 năm 2000, bà được điều sang Ủy ban Xúc tiến thương mại Quốc tế Trung Quốc, làm Hội trưởng phân hội Hồ Nam, Phó Bí thư Đảng tổ rồi Bí thư Đảng tổ trong năm.
Tháng 11 năm 2006, Lý Vi Vi được bầu vào Ban Thường vụ Tỉnh ủy, phân công làm Bộ trưởng Bộ Công tác Mặt trận Thống nhất Tỉnh ủy Hồ Nam, và giữ chức vụ này gần 10 năm. Tháng 8 năm 2015, bà được chuyển vị trí làm Bí thư Ủy ban Chính trị và Pháp luật Tỉnh ủy, đến đầu năm 2016 thì được miễn nhiệm các chức vụ ở Ban Thường vụ Tỉnh ủy, phân công làm Bí thư Đảng tổ Chính Hiệp tỉnh, rồi được bầu làm Chủ tịch Ủy ban Hồ Nam Hội nghị Hiệp thương Chính trị Nhân dân Trung Quốc từ ngày 24 tháng 1, rồi Ủy viên Chính Hiệp Trung Quốc khóa XIII.